# Thích Từ Nhơn
Đại lão Hòa thượng Thích Từ Nhơn (1926-2013) là một tu sĩ Phật giáo Việt Nam thuộc dòng Lâm Tế Gia Phổ đời thứ 41. Sư từng giữ nhiều chức vị quan trọng trong các tổ chức tăng sĩ, giáo hội Phật giáo Việt Nam như Thành viên Hội đồng Chứng minh Giáo hội Phật giáo Việt Nam, Phó Chủ tịch Thường trực Hội đồng Trị sự Giáo hội Phật giáo Việt Nam,  Phó Trưởng Ban Thường trực Ban Tăng sự Trung ương GHPGVN, Trụ trì Việt Nam Quốc tự, Viện chủ chùa Phước Thạnh (thành phố Sa Đéc, tỉnh Đồng Tháp). Ngoài ra, Sư từng được bầu làm Ủy viên Ủy ban Trung ương Mặt trận Tổ quốc Việt Nam.

## Thân thế và bước đầu đạo nghiệp
Sư thế danh Nguyễn Văn Sáu, sinh năm Bính Dần 1926 tại Sa Đéc, nay là tỉnh Đồng Tháp. Thân phụ là cụ ông Nguyễn Văn Diệu, về sau xuất gia, thọ pháp với Tổ Phi Lai Thích Chí Thiền, pháp húy Hồng Diệu, pháp danh Thiện Đạo, trụ trì Phước Thạnh cổ tự. Thân mẫu là cụ bà Nguyễn Thị Tuất, cũng là một Phật tử, pháp danh Diệu Minh.
Từ nhỏ, Sư được thân phụ, bấy giờ đã xuất gia, làm trụ trì Phước Thạnh Cổ Tự, dạy dỗ trong chùa. Sau được thân phụ đưa về Tổ đình Phi Lai xuất gia với Sư bá Hồng Pháp, hiệu Thiện Minh, được pháp húy Nhựt Sáu, hiệu Từ Nhơn, nối pháp dòng Lâm Tế Gia Phổ đời thứ 41.
Năm 1936, Sư được Bổn sư cho thọ giới Sa di tại Giới đàn chùa Vĩnh Hòa, xã Vĩnh Lợi, huyện Thạnh Hòa, tỉnh Bạc Liêu do Hòa thượng Huệ Viên tổ chức và cung thỉnh Tổ Vạn An (Hòa thượng Thích Chánh Thành) đương vi Chứng minh, Hòa thượng Bửu Chung chùa Phước Long đương vi Pháp sư, Hòa thượng Chánh Quả chùa Kim Huê đương vi Bố-tát.
Từ năm 1944 – 1946, Sư theo học lớp Phật học tại chùa Long An, Sa Đéc, do Hòa thượng Thích Khánh Phước, Thới An, Hành Trụ, Thiện Tường... chủ giảng.
Năm 1945, Sư đăng đàn thọ Đại giới Tỳ Kheo Bồ tát tại Tổ đình Vạn An, rạch Cái Xếp, nay thuộc xã An Nhơn, huyện Châu Thành, tỉnh Đồng Tháp, do Đại lão Hòa thượng Luật sư Thích Chánh Quả, Trụ trì Kim Huê cổ tự làm Đàn đầu Hòa Thượng.
Để mở mang kiến thức Phật học, Sư tiếp tục theo học Kinh luật luận với các Trưởng lão Hòa thượng tại Trường Gia giáo Phi Lai - Châu Đốc, Tổ đình Thiên Thai – Bà Rịa, Lưỡng Xuyên Phật học đường – Trà Vinh, Tổ đình Vạn An, Tổ đình Kim Huê, Long An Cổ tự - Sa Đéc v.v...

## Hoạt động trong các tổ chức Phật giáo miền Nam
Năm 1951, Giáo hội Tăng già Nam Việt được thành lập tại chùa Hưng Long – Chợ Lớn, Văn phòng đặt tại chùa Ấn Quang, do Hòa thượng Đạt Từ làm Trị sự trưởng. Năm 1952, Sư được Giáo hội cử làm Trị sự trưởng Giáo hội Tăng già Nam Việt tỉnh Sa Đéc kiêm giảng sư Tỉnh hội trong nhiều nhiệm kỳ.
Năm 1953, Sư được Bổn sư giao trọng trách Trụ trì Phước Thạnh Cổ Tự.
Từ năm 1953 – 1963, Sư đảm nhiệm chức Trị sự Trưởng Giáo hội Tăng già Nam Việt tỉnh Sa Đéc, kiêm Cố vấn Giáo lý Gia đình Phật tử Chánh Quang, Trưởng ban Hoằng pháp tỉnh Sa Đéc. Là một vị Pháp sư danh tiếng, Sư thường xuyên đi hoằng pháp khắp nơi ở miền Tây Nam bộ.  
Năm 1961, Sư cho khởi công xây dựng tượng đài Quan Âm lộ thiên và trang nghiêm hậu Phật điện Phước Thạnh Cổ Tự. Đến năm 1970, Sư tiếp tục cho trùng tu ngôi Chánh điện bằng vật liệu kiên cố.
Trong Đại hội thành lập Giáo hội Phật giáo Việt Nam Thống nhất, Sư là Trưởng đoàn Giáo hội Tăng già Nam Việt tỉnh Sa Đéc tham dự Đại hội, sau đó được suy cử chức Ủy viên Tài chánh kiêm Phó tổng vụ Tăng sự liên khóa cho đến năm 1975. Cùng năm, Sư được Hòa thượng Thiện Hoa, Hòa thượng Thiện Hòa giao chức Tổng Thủ bổn Viện Hóa Đạo và lưu trú tại chùa Ấn Quang cho đến năm 1993.
Năm 1965, Hòa thượng lại được Giáo hội bổ nhiệm làm Trụ trì Việt Nam Quốc Tự, thay cho Hòa thượng Thiện Hoa vì bận nhiều Phật sự.

## Hoạt động trong Giáo hội Phật giáo Việt Nam
Sau ngày Việt Nam thống nhất, các tổ chức giáo hội Phật giáo ở hai miền Nam Bắc cũng cử đại diện họp bàn về việc hợp nhất tại chùa Quán Sứ (Hà Nội, thành lập Giáo hội Phật giáo Việt Nam. Sư được mời làm Phó Trưởng Ban Thường trực Ban Tăng sự Trung ương Giáo hội Phật giáo Việt Nam và giữ chức vị này cho đến ngày viên tịch.
Năm 1990, sau khi Hòa thượng Thích Huệ Hưng – Tổng lý Hội đồng Quản trị Tổ đình Ấn Quang viên tịch, Sư được Ban Quản trị Tổ đình suy cử làm Tổng lý Hội đồng Quản trị cho đến ngày viên tịch.
Sau khi Thành hội Phật giáo Thành phố Hồ Chí Minh thành lập, tháng 6 năm 1982, tại Đại hội lần thứ nhất, Sư được suy cử làm Phó Ban Trị sự kiêm Trưởng ban Tăng sự Thành hội Phật giáo trong nhiều nhiệm kỳ từ năm 1982 – 1997.
Qua các kỳ Đại hội III (1992), IV (1997) của Giáo hội Phật giáo Việt Nam, Sư được Đại hội suy cử làm Ủy viên Hội đồng Trị sự, rồi thành viên Hội đồng Chứng minh, suy cử làm Phó Chủ tịch Hội đồng Trị sự, Phó Trưởng ban Thường trực Ban Tăng sự Trung ương GHPGVN. Tại Đại hội kỳ V, VI và VII, Hòa thượng đã được Đại hội suy cử làm Phó Chủ tịch Thường trực Hội đồng Trị sự cho đến ngày viên tịch.
Từ năm 1984 – 1993, Sư, với sự đồng ý của Hòa thượng Thích Trí Tịnh – Chủ tịch Hội đồng Trị sự, đã cùng đứng tên xin lại phần đất và Tháp Việt Nam Quốc Tự để sinh hoạt tín ngưỡng tôn giáo, là đơn vị Giáo hội Phật giáo Việt Nam, Thành hội Phật giáo Tp. Hồ Chí Minh; đồng thời ghi lại dấu ấn lịch sử đấu tranh và hy sinh gian khổ của Tăng Ni, Phật tử miền Nam trước năm 1975. Sau đó, chính quyền Thành phố Hồ Chí Minh đã chấp thuận giao lại một phần diện tích đất là 3.712m² và ngôi Bảo tháp Việt Nam Quốc Tự. Sau khi tiếp nhận và với vai trò trụ trì Việt Nam Quốc Tự, Sư đã tiếp tục cho hoàn chỉnh ngôi Bảo tháp và xây dựng thêm các hạng mục, tôn tạo nhiều Thánh tượng trong khuôn viên chùa cảnh, đặc biệt, với là tôn tượng Tam Thiên Phật trên Bảo tháp.
Ngoài ra, Hòa thượng còn tổ chức Đạo tràng tu Bát Quan Trai, khai giảng lớp Giáo lý hằng tuần, do Giảng sư Ban Hoằng pháp Thành hội Phật giáo đảm trách, mỗi đêm có đến hằng trăm Phật tử tụng kinh Pháp Hoa tại Chánh điện. Trong các ngày lễ của Phật giáo, có hàng ngàn Phật tử, đồng bào các giới đến chiêm lễ và tụng niệm. 
Đối với công đức làm Giới sư các Đại Giới đàn, từ năm 1964 đến ngày viên tịch, Hòa thượng đã từng được cung thỉnh làm Giới sư, Đường đầu Hòa thượng, Yết ma, Giáo thọ A Xà Lê tại các Giới đàn, để truyền trao giới pháp cho các giới tử như Sài gòn, Gia Định, Tp. Hồ Chí Minh, Bà Rịa – Vũng Tàu, Đồng Nai, Bình Dương, Đồng Tháp v.v...
Tại Đại hội Mặt trận Tổ quốc Việt Nam lần thứ VII, Hòa thượng được Đại hội suy cử làm Ủy viên Ủy ban Trung ương Mặt trận Tổ quốc Việt Nam, nhiệm kỳ 2009 – 2014.       

## Viên tịch
Sư viên tịch vào lúc 07 giờ ngày 25 tháng 4 năm 2013, nhằm ngày 16 tháng 3 năm Quý Tỵ tại Việt Nam Quốc Tự, trụ thế 88 năm, Hạ lạp 68 năm.

## Khen thưởng
Sư được Nhà nước Việt Nam tặng thưởng Huân chương Ðộc lập hạng nhất; Huân chương Ðộc lập hạng nhì; Huân chương Ðại đoàn kết dân tộc và nhiều phần thưởng cao quý khác; và Giáo hội Phật giáo Việt Nam tặng Bằng tuyên dương công đức.